# Бабах-Тарама
Бабах-Тарама (укр. Бабах-Тарама) — село (до 2011 года — посёлок) в Мангушском районе Донецкой области Украины. Расположено на берегу Белосарайского залива. После российского вторжения на Украину, с марта 2022 года, село оккупировано Россией. 

## Население
Население по переписи 2001 года составляло 120 человек.

## Местный совет
Бабах-Тарама входит в состав Урзуфского сельского совета.
Адрес местного совета: 87455, Донецкая область, Мангушский р-н, с. Урзуф, ул. Центральная, 64.